# 32-та церемонія нагородження «Незалежний дух»
32-га щорічна церемонія вручення премії «Незалежний дух» за досягнення в американському незалежному кінематографі за 2016 рік відбулася 25 лютого 2017 року. 22 листопада 2016 року на прес-конференції актори Едгар Рамірес та Дженні Слейт оголосили номінантів.

## Список номінантів
| Категорія                       | Номінанти                                                             |
| ------------------------------- | --------------------------------------------------------------------- |
| Найкращий фільм                 | • Американська любка / American Honey                                 |
| Найкращий фільм                 | • Джекі / Jackie                                                      |
| Найкращий фільм                 | • Манчестер біля моря / Manchester by the Sea                         |
| Найкращий фільм                 | • Місячне сяйво / Moonlight                                           |
| Найкращий фільм                 | • Хронік / Chronic                                                    |
| Найкращий режисер               | • Андреа Арнольд — «Американська любка»                               |
| Найкращий режисер               | • Баррі Дженкінс — «Місячне сяйво»                                    |
| Найкращий режисер               | • Пабло Ларраін — «Джекі»                                             |
| Найкращий режисер               | • Джефф Ніколс — «Лавінг»                                             |
| Найкращий режисер               | • Келлі Райхардт — «Декілька жінок»                                   |
| Найкращий актор                 | • Кейсі Аффлек — «Манчестер біля моря» (за роль Лі Чендлера)          |
| Найкращий актор                 | • Девід Гервуд — «Вільний в справі» (за роль Ейба Вілкінса)           |
| Найкращий актор                 | • Вігго Мортенсен — «Капітан Фантастік» (за роль Бена Кеша)           |
| Найкращий актор                 | • Джессі Племонс — «Інші люди» (за роль Девіда Маєра)                 |
| Найкращий актор                 | • Тім Рот — «Хронік» (за роль Девіда Вілсона)                         |
| Найкраща акторка                | • Аннетт Бенінг — «Жінки 20-го століття» (за роль Доротеї Філдс)      |
| Найкраща акторка                | • Саша Лейн — «Американська любка» (за роль Стар)                     |
| Найкраща акторка                | • Рут Негга — «Лавінг» (за роль Мілдред Лавінг)                       |
| Найкраща акторка                | • Наталі Портман — «Джекі» (за роль Жаклін Кеннеді Онассіс)           |
| Найкраща акторка                | • Ізабель Юппер — «Вона» (за роль Мішель Леблан)                      |
| Найкращий актор другого плану   | • Лукас Геджес — «Манчестер біля моря» (за роль Патріка Чендлера)     |
| Найкращий актор другого плану   | • Шая Лабаф — «Американська любка» (за роль Джейка)                   |
| Найкращий актор другого плану   | • Крейг Робінсон — «Морріс з Америки» (за роль Кертіса Джентрі)       |
| Найкращий актор другого плану   | • Рейф Файнс — «Великий сплеск» (за роль Гаррі Гоукса)                |
| Найкращий актор другого плану   | • Бен Фостер — «Будь-якою ціною» (за роль Теннера Говарда)            |
| Найкраща акторка другого плану  | • Пауліна Гарсіа — «Маленькі чоловіки» (за роль Леонор Кальвеллі)     |
| Найкраща акторка другого плану  | • Лілі Гледстоун — «Декілька жінок» (за роль Джеймі)                  |
| Найкраща акторка другого плану  | • Райлі Кіо — «Американська любка» (за роль Крістал)                  |
| Найкраща акторка другого плану  | • Едвіна Фіндлі — «Вільний в справі» (за роль Мелви Недді)            |
| Найкраща акторка другого плану  | • Моллі Шеннон — «Інші люди» (за роль Джоанн Маєр)                    |
| Найкращий сценарій              | • Айра Сакс, Мауріціо Захаріас — «Маленькі чоловіки»                  |
| Найкращий сценарій              | • Баррі Дженкінс, Тарелл Елвін Мак-Крені — «Місячне сяйво»            |
| Найкращий сценарій              | • Кеннет Лонерган — «Манчестер біля моря»                             |
| Найкращий сценарій              | • Майк Міллс — «Жінки 20-го століття»                                 |
| Найкращий сценарій              | • Тейлор Шерідан — «Будь-якою ціною»                                  |
| Найкращий дебютний сценарій     | • Роберт Еггерс — «Відьма»                                            |
| Найкращий дебютний сценарій     | • Кріс Келлі — «Інші люди»                                            |
| Найкращий дебютний сценарій     | • Стелла Мегі — «Джин з родини Джонсів»                               |
| Найкращий дебютний сценарій     | • Адам Менсбак — «Баррі»                                              |
| Найкращий дебютний сценарій     | • Крейг Шилович — «Крістін»                                           |
| Найкращий дебютний фільм        | • Відьма / The Witch                                                  |
| Найкращий дебютний фільм        | • Дитинство лідера / The Childhood of a Leader                        |
| Найкращий дебютний фільм        | • Інші люди / Other People                                            |
| Найкращий дебютний фільм        | • Людина — швейцарський ніж / Swiss Army Man                          |
| Найкращий дебютний фільм        | • Припадки / The Fits                                                 |
| Найкращий документальний фільм  | • 13-та / 13TH                                                        |
| Найкращий документальний фільм  | • Людина з камерою / Cameraperson                                     |
| Найкращий документальний фільм  | • О. Джей: Зроблено в Америці / O.J.: Made in America                 |
| Найкращий документальний фільм  | • Соніта / Sonita                                                     |
| Найкращий документальний фільм  | • У променях сонця / В лучах Солнца                                   |
| Найкращий документальний фільм  | • Я не твій негр / I Am Not Your Negro                                |
| Найкращий оператор              | • Ава Беркофськи — «Вільний в справі»                                 |
| Найкращий оператор              | • Лу Кроулі — «Дитинство лідера»                                      |
| Найкращий оператор              | • Зак Куперштейн — «Очі моєї матері»                                  |
| Найкращий оператор              | • Джеймс Лекстон — «Місячне сяйво»                                    |
| Найкращий оператор              | • Роббі Раян — «Американська любка»                                   |
| Найкращий монтажер              | • Метью Геннем — «Людина — швейцарський ніж»                          |
| Найкращий монтажер              | • Дженніфер Лейм — «Манчестер біля моря»                              |
| Найкращий монтажер              | • Джої Мак-Міллон, Нат Сандерс — «Місячне сяйво»                      |
| Найкращий монтажер              | • Джейк Робертс — «Будь-якою ціною»                                   |
| Найкращий монтажер              | • Себастьян Супулведа — «Джекі»                                       |
| Найкращий фільм іноземною мовою | • Водолій / Aquarius ( Бразилія)                                      |
| Найкращий фільм іноземною мовою | • Тоні Ердманн / Toni Erdmann ( Німеччина Румунія)                    |
| Найкращий фільм іноземною мовою | • Три спогади моєї юності / Trois souvenirs de ma jeunesse ( Франція) |
| Найкращий фільм іноземною мовою | • У тіні / Under the Shadow ( Іран Велика Британія)                   |
| Найкращий фільм іноземною мовою | • Шевальє / Chevalier ( Греція)                                       |

## Спеціальні нагороди
| Категорія                         | Номінанти                                                               |                             |
| --------------------------------- | ----------------------------------------------------------------------- | --------------------------- |
| Нагорода імені Джона Кассаветіса  | • Вільний в справі / Free in Deed                                       |                             |
| Нагорода імені Джона Кассаветіса  | • Любовна пісня / Lovesong                                              |                             |
| Нагорода імені Джона Кассаветіса  | • Мисливець-збирач / Hunter Gatherer                                    |                             |
| Нагорода імені Джона Кассаветіса  | • Наком / Nakom                                                         |                             |
| Нагорода імені Джона Кассаветіса  | • Ніч у спа / Spa Night                                                 |                             |
| Нагорода імені Роберта Альтмана   | • Місячне сяйво / Moonlight                                             | • Місячне сяйво / Moonlight |
| Нагорода «Acura Someone to Watch» | • Ендрю Ан — «Ніч у спа» / Spa Night                                    |                             |
| Нагорода «Acura Someone to Watch» | • Анна Роуз Голмер — «Припадки» / The Fits                              |                             |
| Нагорода «Acura Someone to Watch» | • Інгрід Джангерманн — «Жінки, які вбивають» / Women Who Kill           |                             |
| Нагорода «Acura Someone to Watch» | • Клер Карр — «Вуглинки» / Embers                                       |                             |
| Нагорода «Piaget Producers»       | • Ліза К'єрулфф — «Припадки» / The Fits                                 |                             |
| Нагорода «Piaget Producers»       | • Джордана Моллік — «Вітаю, мене звати Доріс» / Hello, My Name Is Doris |                             |
| Нагорода «Piaget Producers»       | • Мелоді Рошер, Крейг Шилович — «Крістін» / Christine                   |                             |
| Нагорода «Truer than Fiction»     | • Нанфу Ван — «Хуліганка „Горобець“» / Hooligan Sparrow                 |                             |
| Нагорода «Truer than Fiction»     | • Кріста Джекобсон — «Відлюдництво» / Solitary                          |                             |
| Нагорода «Truer than Fiction»     | • Сара Йорден — «Кікі» / Kiki                                           |                             |